# 片桐為元
片桐 為元（かたぎり ためもと、慶長16年（1611年）- 承応3年5月11日（1654年6月25日））は、大和竜田藩の第3代藩主。且元系片桐家3代。初代藩主・片桐且元の四男。正室は酒井忠重の娘。子は片桐為次（長男）、片桐且昭（次男）、娘（近藤用高正室）。

## 略歴
慶長16年（1611年）、山城国にて生まれる。幼名は半之丞。寛永15年（1638年）、先代藩主で兄の孝利が嗣子無くして死去したため、その末期養子として跡を継いだが、このとき所領を4万石から1万石に減らされた。
承応3年（1654年）5月11日、44歳で死去し、跡を長男の為次が継いだ。墓所は東京都港区高輪の源昌寺。

## 系譜
- 父：片桐且元（1556-1615）
- 母：不詳
- 養父：片桐孝利（1601-1638）
- 正室：酒井忠重の娘
  - 長男：片桐為次（1641-1655）
- 生母不明の子女
  - 次男：片桐且昭
  - 女子：近藤用高正室